# Gypona rectara
Gypona rectara är en insektsart som beskrevs av Delong 1980. Gypona rectara ingår i släktet Gypona och familjen dvärgstritar. Inga underarter finns listade i Catalogue of Life.